# Nintendo Research & Development 2
Nintendo R&D2 (или Nintendo Research and Development 2) — внутренняя команда разработчиков компании Nintendo, созданная специально для разработки программного обеспечения и периферии. В начале восьмидесятых R&D2 портировали несколько игр, созданных командами Nintendo R&D1 и Nintendo R&D3 на приставку Famicom. Хотя сотрудники команды преимущественно были заняты над разработкой операционных систем консолей и их технической поддержкой, в девяностых команда смогла вернуться к разработке новых игр. В этом свою роль сыграла группа молодых дизайнеров и программистов, самым известным из которых является Эйдзи Аонума (Eiji Aonuma), создавший Marvelous: Treasure Island.
Изначально R&D2 возглавлял Масаюки Уэмура (Masyuki Uemura), ранее работавший в компании Sharp, и который, используя наработки компании, создал для Nintendo световые пистолеты, которые впоследствии продались более чем миллиона экземпляров. В 2004 году Уэмуру на этом посту сменил Кацухико Танигути (Kazuhiko Taniguchi). Впоследствии R&D2 была объединена с другой внутренней командой компании — Nintendo SPD.